# Trockenzeit

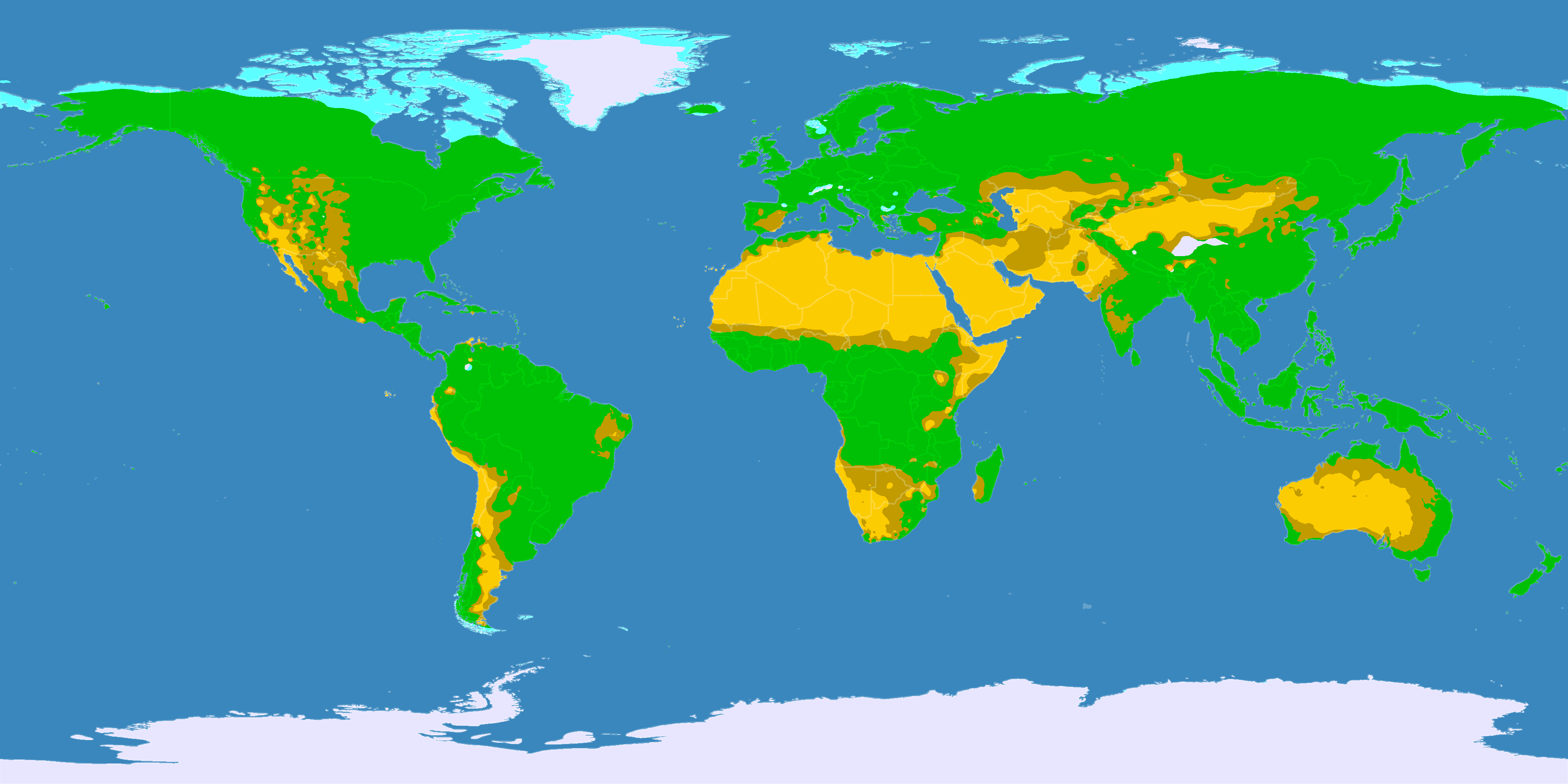
Trockenklimate der Erde:
Wüstenklima
Savannenklima
Tundrenklima
Eisklima

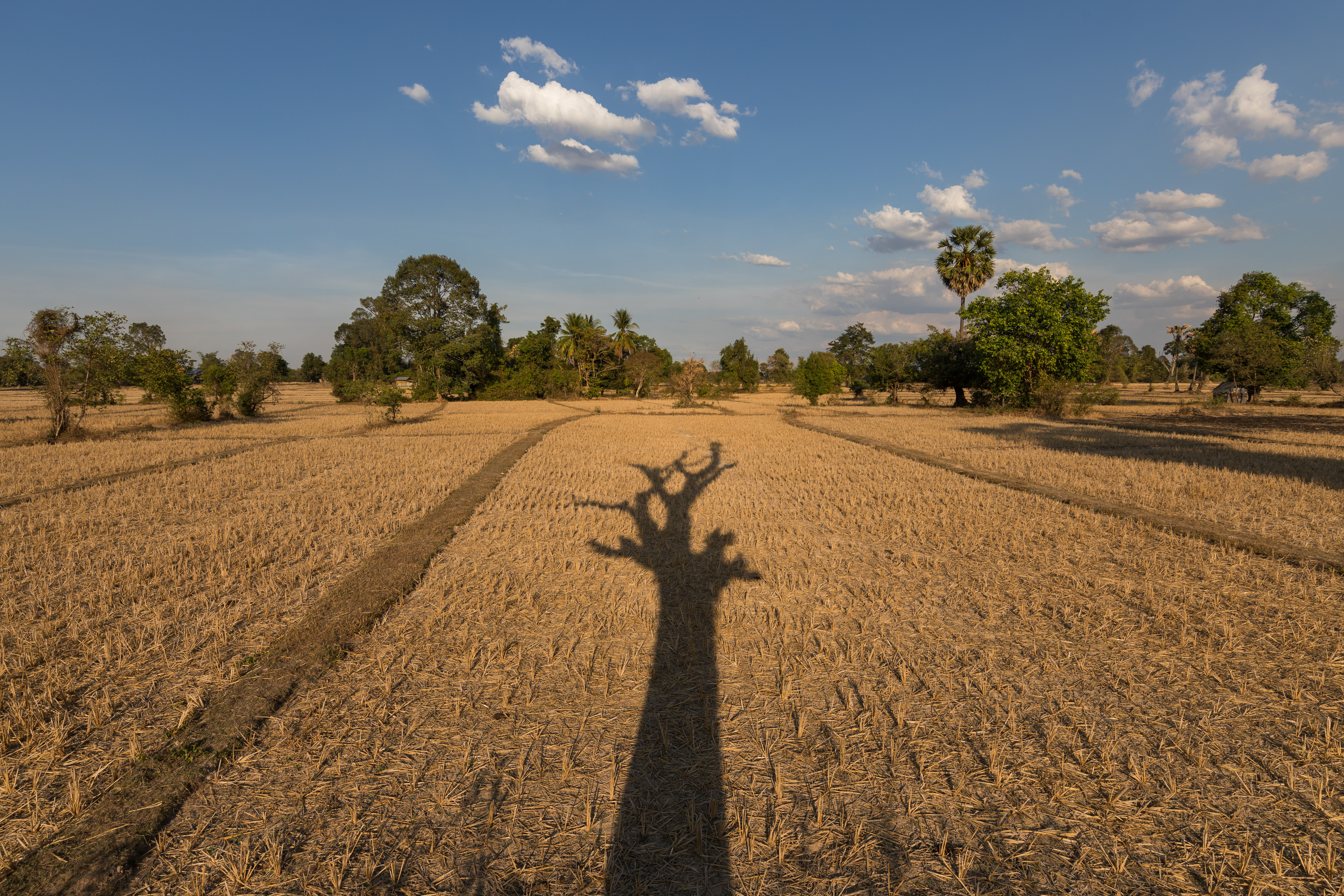
Kennzeichen der Trockenzeit: Ausgetrocknetes Feld in Si Phan Don (Laos) mit dem Schatten eines ausgetrockneten Baumes

Die Trockenzeit (englisch dry season) ist in der Klimatologie und Meteorologie eine wiederkehrende Jahreszeit in den Tropen und Subtropen, die durch unter dem Jahresdurchschnitt liegende geringe Niederschlagsmengen, Dürre und Trockenheit gekennzeichnet ist. Pendant ist die Regenzeit.

## Allgemeines
Trockenzeiten sind die durch geringfügige oder ausbleibende Niederschläge gekennzeichneten Jahreszeiten. Sie zeigen sich durch das Verhältnis von hoher Temperatur zu geringem Niederschlag. Ausgeprägte Trockenzeiten gibt es nur innerhalb des Tropengürtels und in den Subtropen bis etwa 30° geographischer Breite, also zwischen den Wendekreisen. Sie wird von der Regenzeit durch die Übergangszeit getrennt. Regen- und Trockenzeiten müssen sich nicht regelmäßig abwechseln, die Regenzeit kann auch jahrelang ausfallen, so dass längere Trockenperioden zur Dürre führen. 

## Klassifikation

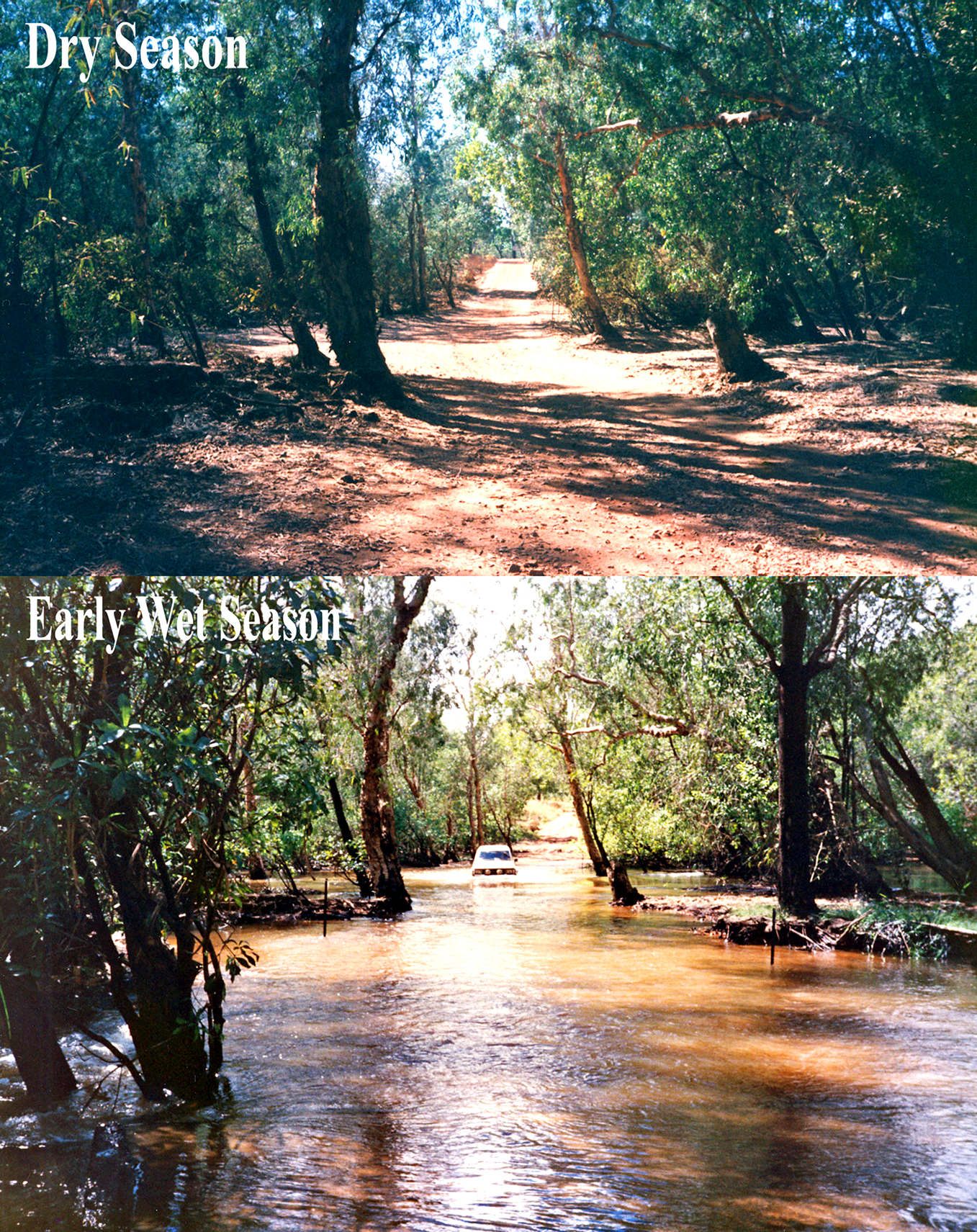
Der Finniss River im Litchfield-Nationalpark (Australien) zur Trocken- und zur Regenzeit

Die Köppen-Geiger-Klassifikation (1930) für tropische Gegenden zeigt, dass bei Trockenklima die Summe der jährlichen Niederschläge (im 30-jährigen Mittel) geringer ist als die gesamte mögliche Verdunstung über unbelebte und Pflanzenoberflächen (Evapotranspiration). Trockenzeiten werden unterteilt in tropisches Savannenklima und Wüstenklima. Das Savannenklima ist dadurch gekennzeichnet, dass die mittlere Niederschlagsmenge des trockensten Monats weniger als 60 mm und auch weniger als 4 % der jährlichen Niederschlagsmenge beträgt. Wüstenklima und semiarides Klima weisen in sechs bis neun Monaten pro Jahr eine höhere Verdunstung auf als Niederschlag. 

## Verlauf

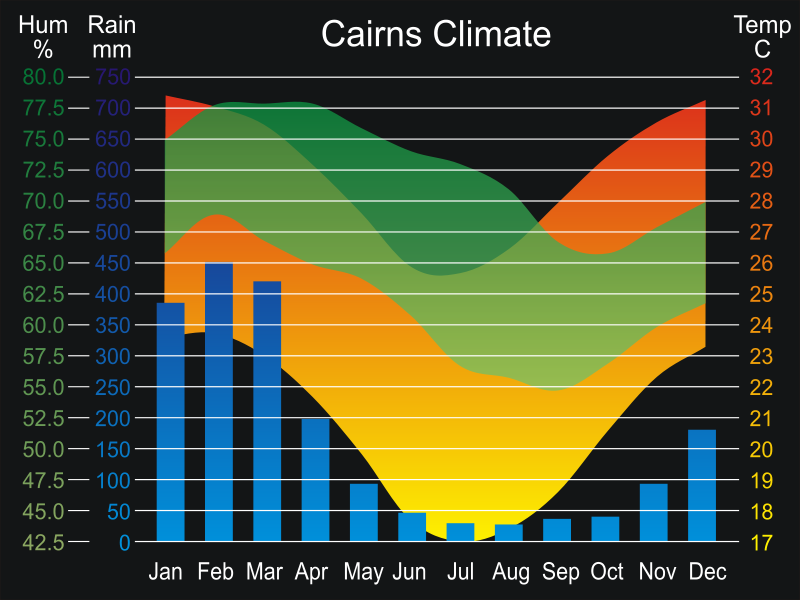
Die Klimatabelle von Cairns zeigt die Trockenzeit zwischen Juni und August

Weiter entfernt vom Äquator, in den periodisch-humiden Tropen und Subtropen, tritt die Regenzeit einer ausgesprochenen Trockenzeit gegenüber, was am Wasserstand der Gewässer abgelesen werden kann. In ausgeprägten Trockenzeiten können sowohl Fließgewässer als auch Stillgewässer trockenfallen. Flüsse und Seen können vollständig austrocknen (Wadi), der Grundwasserspiegel sinkt, so dass für Mensch und Tier Wasserknappheit entsteht oder verstärkt wird. 
Die Trockenzeit liegt zwischen den Übergangszeiten zur Regenzeit. Herrscht auf der Südhalbkugel Regenzeit, ist auf der Nordhalbkugel Trockenzeit und umgekehrt.

## Merkmale
Die Trockenzeit beginnt, sobald die innertropische Konvergenzzone von einer Trockenregion am weitesten entfernt ist. Auch die Trockenzeit ist meist nicht ganz regenlos. Schönwetterwolken verdrängen jedoch tendenziell die Regenwolken, die Hitze verringert die Luftfeuchtigkeit mit der Folge der Trockenheit. Die Flora stellt sich auf eine periodische Trockenruhe ein, an die Stelle des immergrünen Regenwalds tritt die Savanne, Wälder gibt es noch entlang der Flüsse als Galeriewald. Typische Waldform der Trockengebiete ist der Trockenwald. Im Trockenwald werfen während dieser Jahreszeit die Laubbäume ihre Blätter ab und es kommt vermehrt zu Waldbränden, wie 2019 bei den Waldbränden in Bolivien.
Das Wüstenklima ist die Folge der subtropischen Hochdruckgebiete, wo das Absinken der Luft zu einer geringen relativen Luftfeuchtigkeit führt.

## Auswirkung
Wolkenloser Himmel mit enormer Lichtfülle und Luftspiegelungen in der flirrenden Luft (Fata Morgana) kennzeichnen die Wüsten. Hier liegt der Jahresniederschlag unter 25 mm. Wendekreiswüsten heißen jene Wüsten, wo die subtropischen Hochdruckgürtel in Höhe der Wendekreise liegen, weil dort die größte Trockenheit auch für längere Zeit herrscht (wie Sahara, Thar, Death-Valley-Nationalpark, Outback).  